# Овдіївка
Овді́ївка — село в Україні, у Сенчанській сільській громаді Миргородського району Полтавської області. Населення становить 0 осіб. До 2020 року орган місцевого самоврядування — Ісковецька сільська рада. Станом на 2025 рік це село вважається покинутим.

## Населення

### Мова
Розподіл населення за рідною мовою за даними :
| Мова       | Кількість | Відсоток |
| ---------- | --------- | -------- |
| українська | 23        | 92%      |
| російська  | 2         | 8%       |
| Усього     | 25        | 100%     |

## Географія
Село Овдіївка знаходиться на відстані 2 км від сіл Дрюківщина, Ісківці та Архипівка. Поруч проходить автомобільна дорога Р60.